# Markel Susaeta
Markel Susaeta Laskurain (Eibar, 14 december 1987) is een Spaans voetballer die doorgaans als vleugelaanvaller speelt. Hij stroomde in 2007 door vanuit de jeugd van Athletic Bilbao. Susaeta debuteerde in 2012 in het Spaans voetbalelftal.

## Clubcarrière
Susaeta maakte zijn debuut voor Athletic Bilbao op 2 september 2007 tegen FC Barcelona. Hij scoorde tijdens het seizoen 2011-2012 13 doelpunten voor Athletic Bilbao, waarin vijf in de Europa League. Athletic Bilbao haalde de finale, maar verloor die met 3-0 van Atlético Madrid. Hij speelde reeds meer dan 300 competitiewedstrijden voor Athletic Bilbao. In 2019 verliet hij Athletic Bilbao transfervrij. Sinds september 2019 speelt hij voor Gamba Osaka. In januari 2020 verkaste hij naar het Australische Melbourne City.

## Interlandcarrière
Op 9 november 2012 ontving Susaeta een uitnodiging van Spaans bondscoach Vicente del Bosque. Hij maakte zijn debuut voor Spanje op 14 november 2012, tegen Panama. Hij mocht na 72 minuten invallen voor David Villa. Twaalf minuten later zette hij de 5-1 op het scorebord, wat ook de eindstand was.

## Erelijst
| Supercopa de España | 1x | 2015 |